# ماهی چشم‌سبز
ماهی چشم سبز نوعی ماهی عمق زیاد از راستهٔ لوله‌سانان، از خانوادهٔ کوچک سبزچشمان (Chlorophthalmidae) می‌باشد. عقیده بر این است که توزیع این خانواده ماهی‌ها در آبهای گرمسیری و معتدل است. نام علمی خانوادهٔ این ماهیان از دو واژهٔ یونانی chloros به معنی "سبز" و ophthalmos به معنی "چشم" می‌باشد. این ماهی به تنهایی اندام جنس نر و ماده را در خود دارد و به عبارت دیگر جانوری نر-ماده است.
برخی از این گونه ماهی‌ها استفاده تجاری دارند و آنها را به عنوان غذای ماهی یا تازه به فروش می‌رسانند.

## خصوصیات ظاهری
این ماهی دارای سری کوچک با آرواره‌های نسبتاً بزرگ و بدنی کشیده می‌باشد که در انتها و در قسمت دم کمی فشرده شده است. طول بزرگترین گونهٔ این ماهی‌ها به ۴۰ سانتی‌متر می‌رسد اما بسیاری از گونه‌های دیگر به مراتب کوچکتر از این هستند. رنگ این ماهی‌ها از زرد تا قهوه‌ای سوخته، و در برخی از گونه‌ها با لکه‌هایی مخفی است.